# Santa Magdalena (la Seu d'Urgell)
Santa Magdalena és un barri de la Seu d'Urgell situat al sud-oest de la ciutat. N'és molt coneguda la seva església, posada sota l'advocació de la mateixa Santa. Aquesta Església és la segona en importància social de la Seu.
A Santa Magdalena també hi ha el CEIP Mossèn Albert Vives i l'antic escorxador, que avui dia és un centre cívic per a joves. La zona, coneguda com "les cases barates", és de construccions econòmiques, en aquest cas cases unifamiliars en filera, bastides després de la Guerra Civil, sobre terrenys expropiats a la família del qui fou Batlle de la ciutat que proclamà la República el 1931, N'Enric Canturri i Ramonet.

Mapa del municipi de la Seu d'Urgell.